# 1988年冬季残疾人奥林匹克运动会南斯拉夫代表团
1988年冬季残疾人奥林匹克运动会南斯拉夫代表团是南斯拉夫派出的1988年冬季残疾人奥林匹克运动会代表团。未获得奖牌。